# Upplands runinskrifter Fv1972;272
Upplands runinskrifter Fv1972;272 är fem vikingatida runstensfragment av sandsten funna i Össeby kyrkoruin, Össeby-Garns socken och Vallentuna kommun. Fragmentet hittades i kyrkoruinen vid restaureringsarbeten 1971. Fragmenten förvaras på SHM.

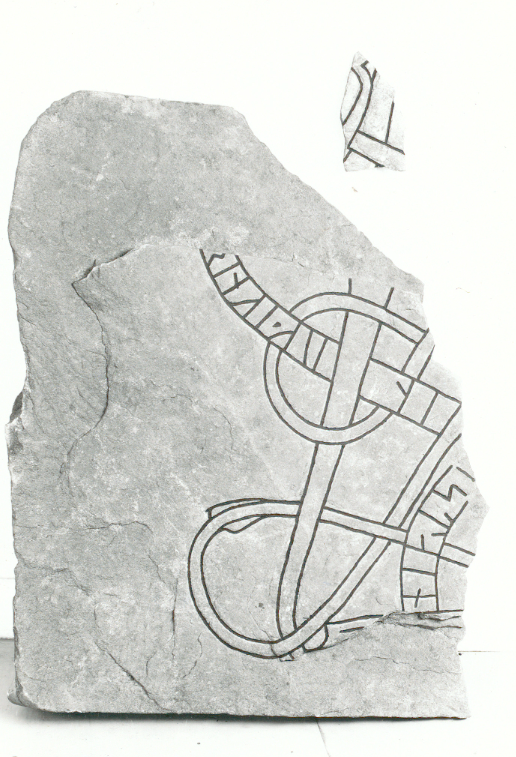
Upplands runinskrifter Fv1972;272 (fragment 5 och 4).

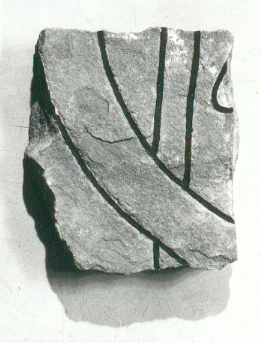
Upplands runinskrifter Fv1972;272 (fragment 3).

## Inskriften
Translitterering av runraden:
...- stain ... ...in uk · ikn-... ... moþur · s...
Normalisering till runsvenska:
... stæin ... ... ok ... ... moður s[ina]
Översättning till nusvenska:
... sten ... och ... hans moder.